# 川越町立川越北小学校
川越町立川越北小学校（かわごえちょうりつ かわごえきたしょうがっこう）は、三重県三重郡川越町にある公立小学校。
朝明川北部の（豊田一色地区・南福崎地区・北福崎地区・当新田地区・亀須地区・亀崎地区・上吉地区の北部）と朝明川南部の（上吉地区の南部）が校区で朝明川の北岸に位置し、対岸には朝明川南部の（豊田地区の南部・天神地区・高松地区）と朝明川北部の（豊田地区の北部）を校区とする川越町立川越南小学校がある。校舎は全面を使って太陽光発電ができる屋根となっている。

## 沿革
- 1878年 - 発蒙小学校設立。
- 1887年 - 発蒙尋常小学校と改称。
- 1892年 - 川越尋常小学校と改称。
- 1902年 - 高等科の併設が許可され、川越尋常高等小学校に改称。10月に現在地の豊田一色町69番地に校舎落成。
- 1935年 - 川越村立青年学校を付設。
- 1941年 - 川越国民学校と改称。
- 1947年 - 新制の川越村立川越小学校と改称。
- 1961年5月1日 - 三重郡川越村の町制施行に伴い、川越町立川越小学校と改称。
- 1970年 - 川越町立川越南小学校を分離し、川越町立川越北小学校と改称。
- 1978年10月27日 - 創立100周年記念式典を挙行
- 2001年（平成13年）3月 - 現在の校舎が竣工。

## 通学区域
- 川越町
  - 川越町北部の豊田一色地区、南福崎地区、北福崎地区、当新田地区、亀須地区、亀崎地区、上吉地区。

卒業生は基本的に川越町立川越中学校へ進学する。

## 周辺
- 川越自動車学校
- 川越町役場
- 川越郵便局
- 朝明川
- 川越中学校
- 国道1号

## アクセス
- 近鉄名古屋線 川越富洲原駅から北東へ1.3km
- 国道1号沿い

## 著名な出身者
- 田中法彦 (プロ野球選手)